# Síscia
Síscia, Segesta o Segèstica (Siscia, Segesta o Segestica, Σισκία, Σεγέστα, Σεγεστική) fou una ciutat important de l'Alta Pannònia a la riba sud del Savus en una illa formada per aquest riu i dos altres (el Colapis i el Odra) i un canal construït per Tiberi. Estava a la via entre Aemona i Sírmium. Plini el Vell diu que Segèstica era només el nom de l'illa i Síscia el de la ciutat. Estrabó diu que Síscia era una fortalesa propera a Segèstica. La ciutat fou sens dubte una posició fortificada que fou conquerida per Tiberi durant el regnat del seu padrastre August. Va esdevenir una de les principals ciutats de Pannònia. Plini diu que Tiberi la va convertir en colònia i en temps de Septimi Sever va rebre nous colons i és anomenada Colonia Septimia Siscia en una inscripció. Fou la capital de la província Sàvia i seu d'una petita flota romana al riu Savus. L'ascens de Sírmium va suposar la decadència de Síscia.
És la moderna Sisak.